# Cerapachys superatus
Cerapachys superatus é uma espécie de formiga do gênero Cerapachys.